# Alexandra Gavilano
Alexandra Gavilano (geb. 29. April 1989) ist eine schweizerische Umweltwissenschaftlerin und Klimaschutzaktivistin. Sie ist Mitglied der Schweizer Bewegung Extinction Rebellion, dem Klimaschutz Verein Schweiz, Collaboratio Helvetica und Mitbegründerin von fossil-free.ch, der Umweltplattform UP und der Umweltbildungsorganisation RootsCamp, Music Declares Emergency Schweiz und der Pyrolysis GmbH.

## Leben
Gavilanos Eltern sind Schweizer bzw. Peruaner. Sie wuchs in Zürich auf. Sie absolvierte von 2010 bis 2014 ein Studium der Soziologie und Umweltwissenschaften. Seit 2014 bis 2019 forschte Gavilano an der Universität Bern am IPW im Bereich Klimawandelanpassung im Hochwasserschutz und danach am CDE zu nachhaltigem Landmanagement. Seit 2020 ist sie die Projektleiterin für Landwirtschaft und Klima bei Greenpeace Schweiz. Gavilano war bereits früh aktiv und hat vor allem seit 2010  die Schweizer Umweltszene mitgeprägt, indem sie verschiedene Organisationen mit aufgebaut hat. Sie war 2015 im Rahmen ihres Engagements bei CliMates als Observer an der COP21 in Paris dabei. Heute ist sie in verschiedenen Organisationen aktiv und seit 2019 auch Teil des ersten Schweizer Zukunftlabors zu sozialem gesellschaftlichen Transformation von Collaboratio Helvetica.

## Wirken
Gavilano hat sich seit ihrer Jugend dem Klimaaktivismus verschrieben. Sie ist Teil der öffentlichen Debatte um die Klimakrise in der Schweiz. Sie sagt: «Sei es auf den Feldern der Landwirte oder in den Höhen unserer Gletscher, der Klimawandel ist klar spürbar und die Zeit diesen zu stoppen wird immer knapper. Die Gletscher-Initiative ist ein wichtiger Schritt die Klimapolitik auf nationaler Ebene zu verankern und sich den fortschrittlichen Ländern, die sich von den fossilen Energie verabschiedet haben, anzuschliessen». Sie ist Teil des Vorstandes des Vereins Klimaschutz Schweiz, Präsidentin der von ihr in 2016 mit gegründeten Umweltplattform UP, dem RootsCamp und Mitglied der Geschäftsleitung bei der von ihr mitgegründeten Pyrolysis GmbH.

## Referenzen
| Personendaten    | Personendaten                   |
| ---------------- | ------------------------------- |
| NAME             | Gavilano, Alexandra             |
| KURZBESCHREIBUNG | Schweizer Klimaschutzaktivistin |
| GEBURTSDATUM     | 29. April 1989                  |

1. 1 2  https://www.srf.ch/kultur/gesellschaft-religion/rebellion-gegen-klimawandel-die-schweiz-gehoert-zu-den-groessten-mitverursachern
2. ↑  https://www.nau.ch/news/videos/fur-den-amazonas-wird-weltweit-protestiert-65579810
3. 1 2 3  Archivierte Kopie (Memento des Originals vom 23. September 2019 im Internet Archive)  Info: Der Archivlink wurde automatisch eingesetzt und noch nicht geprüft. Bitte prüfe Original- und Archivlink gemäß Anleitung und entferne dann diesen Hinweis.
4. ↑  Catalyst Lab. Abgerufen am 11. März 2020 (amerikanisches Englisch).
5. ↑  fossil-free.ch. Abgerufen am 11. März 2020.
6. ↑  up.umweltplattform: Home. Abgerufen am 11. März 2020 (Schweizer Hochdeutsch).
7. ↑  RootsCamp. Abgerufen am 11. März 2020 (Schweizer Hochdeutsch).
8. ↑  Music Declares Emergency Switzerland. Abgerufen am 11. März 2020 (deutsch).
9. 1 2  Pyrolysis GmbH – “With clean biowaste technology towards a sustainable future". Archiviert vom Original (nicht mehr online verfügbar) am 23. Februar 2020; abgerufen am 11. März 2020.  Info: Der Archivlink wurde automatisch eingesetzt und noch nicht geprüft. Bitte prüfe Original- und Archivlink gemäß Anleitung und entferne dann diesen Hinweis.